# 지기스문트 탈베르크

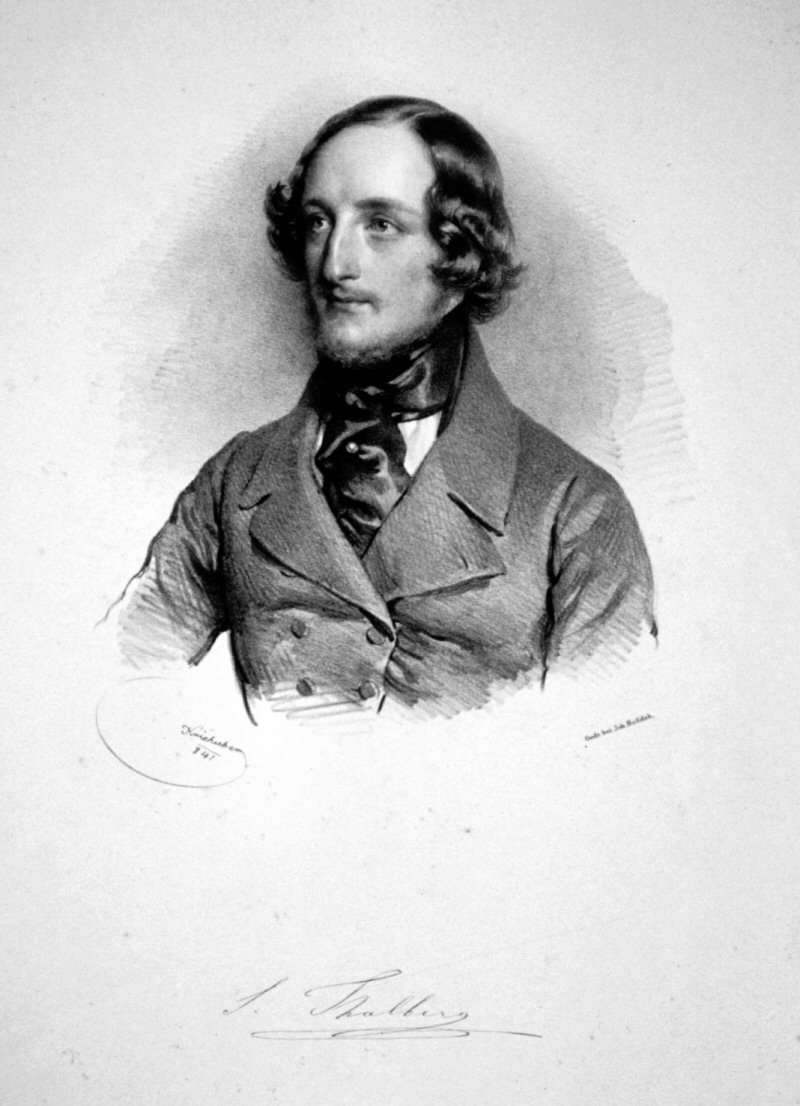
지기스문트 탈베르크. 요제프 크리후버(Josef Kriehuber)가 그린 1841년 석판화.

지기스문트 탈베르크(Sigismond Thalberg, 1812년 1월 8일~1871년 4월 27일)는 19세기 스위스의 피아니스트이자 작곡가이다. 피아노 테크닉에 큰 발전을 이루었으며, 프란츠 리스트와 라이벌 관계로 유명하다.